# Voncourt
Voncourt är en kommun i departementet Haute-Marne i regionen Grand Est (tidigare regionen Champagne-Ardenne) i nordöstra Frankrike. Kommunen ligger i kantonen Fayl-Billot som tillhör arrondissementet Langres. År 2022 hade Voncourt 17 invånare.

## Befolkningsutveckling
Antalet invånare i kommunen Voncourt
| Referens: INSEE |